# Iglesia de Santiago Apóstol (Alcazarén)
La iglesia de Santiago Apóstol es un templo católico ubicado en la localidad de Alcazarén, provincia de Valladolid, Castilla y León, España.

## Historia
Del siglo XIV, estilo gótico-mudéjar. Profundamente transformada en los siglos XVII y XVIII. Su ábside presenta el exterior tres arquerías apuntadas de ladrillo con alineación vertical. Está situada en la plaza Mayor, y fue reabierta tras más de una década cerrada al público el 12 de mayo de 2013.

## Valor artístico
La iglesia es de tres naves de casi la misma altura, entre pilares y arcos de medio punto. La central se cubre con bóvedas de cañón con lunetos y arista, las laterales también con bóvedas de arista. La sacristía y la nave del evangelio se cubren con yeserías barrocas. La torre de ladrillo y hormigón, se sitúa junto a la cabecera, en el lado de la Epístola. Su campanario se adorna con bolas y remata en chapitel. La portada principal se abre en el lado del Evangelio, otra más sencilla y de arco de medio punto, se sitúa en el lado de la Epístola.
El retablo mayor está dedicado a Santiago Apóstol, representado en la hornacina central como "Santiago Matamoros" en la batalla de Clavijo (s.IX en Astorga, Ramiro I contra Abderramán). En las antiguas pinturas al fresco góticas recientemente encontradas también aparece esta representación. En el coro hay un órgano rococó de madera en blanco del siglo XVIII.
En el Presbiterio resaltan cuatro sepulturas de las varias que existen. Por orden del lado del Evangelio al de la Epístola, en la primera lápida funeraria se lee la siguiente inscripción: "Esta sepultura es de Francisco Gomez notario y de su mujer Ana Sanz y sus herederos, bendiosela esta iglesia con licencia del hordinario, año de 1605". La segunda lápida lleva grabada esta otra: "Dotó esta sepultura María de Aldevela muger que fue de Juan de Villanueba en quinientos marabedis de renta cada un año. 1600". El texto de la tercera dice: "Esta lauda es de Luis del Barrio y de su muger Maria Garcia y de sus hijos. Año de 1591". La última se decora con inscripción y escudo heráldico: "Esta sepultura dio la iglesia a Juan Pastor y su mujer Catalina de Niebas con licencia que dieron el retablo del Crucifixo. Año 1600".

## Galería

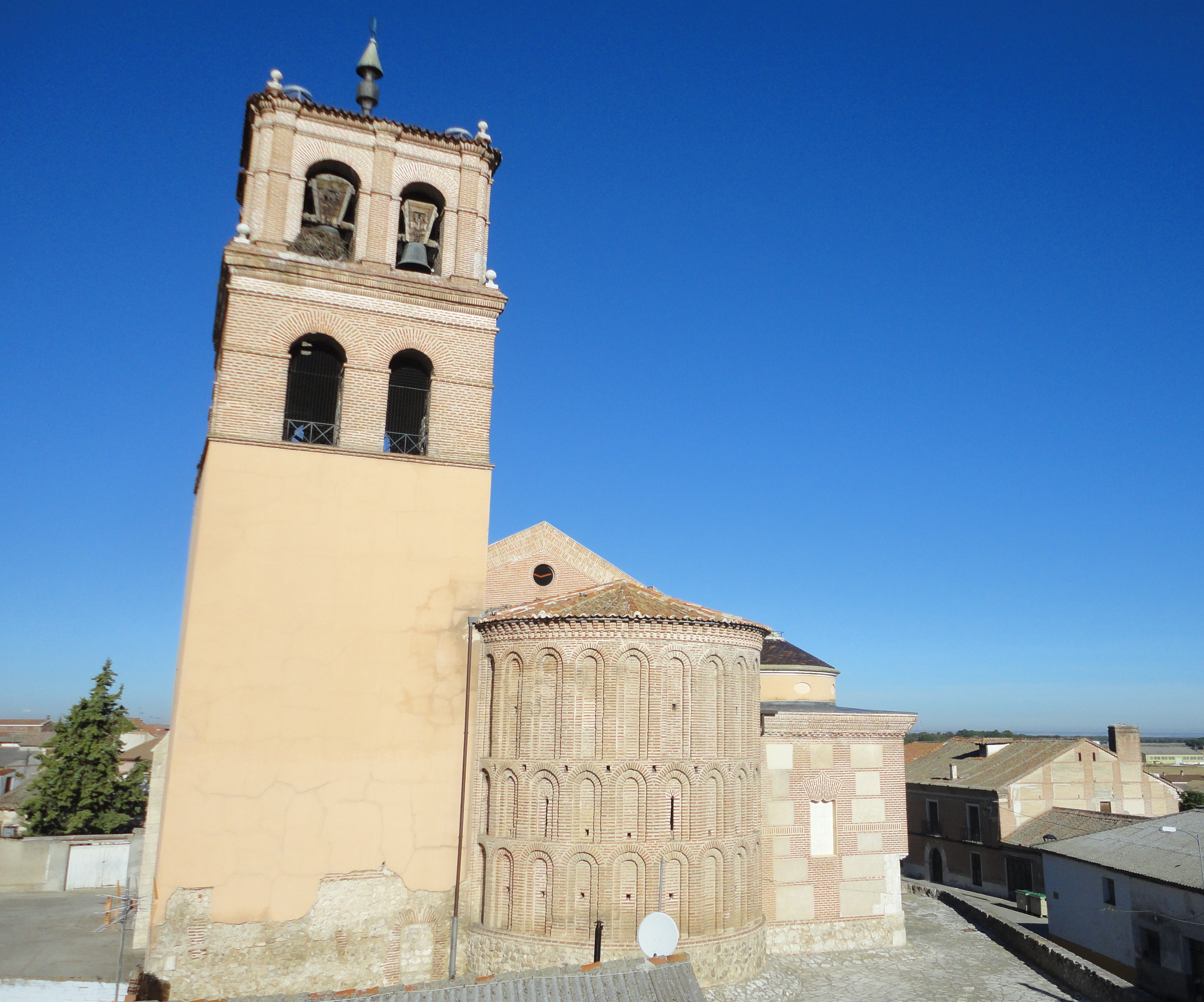
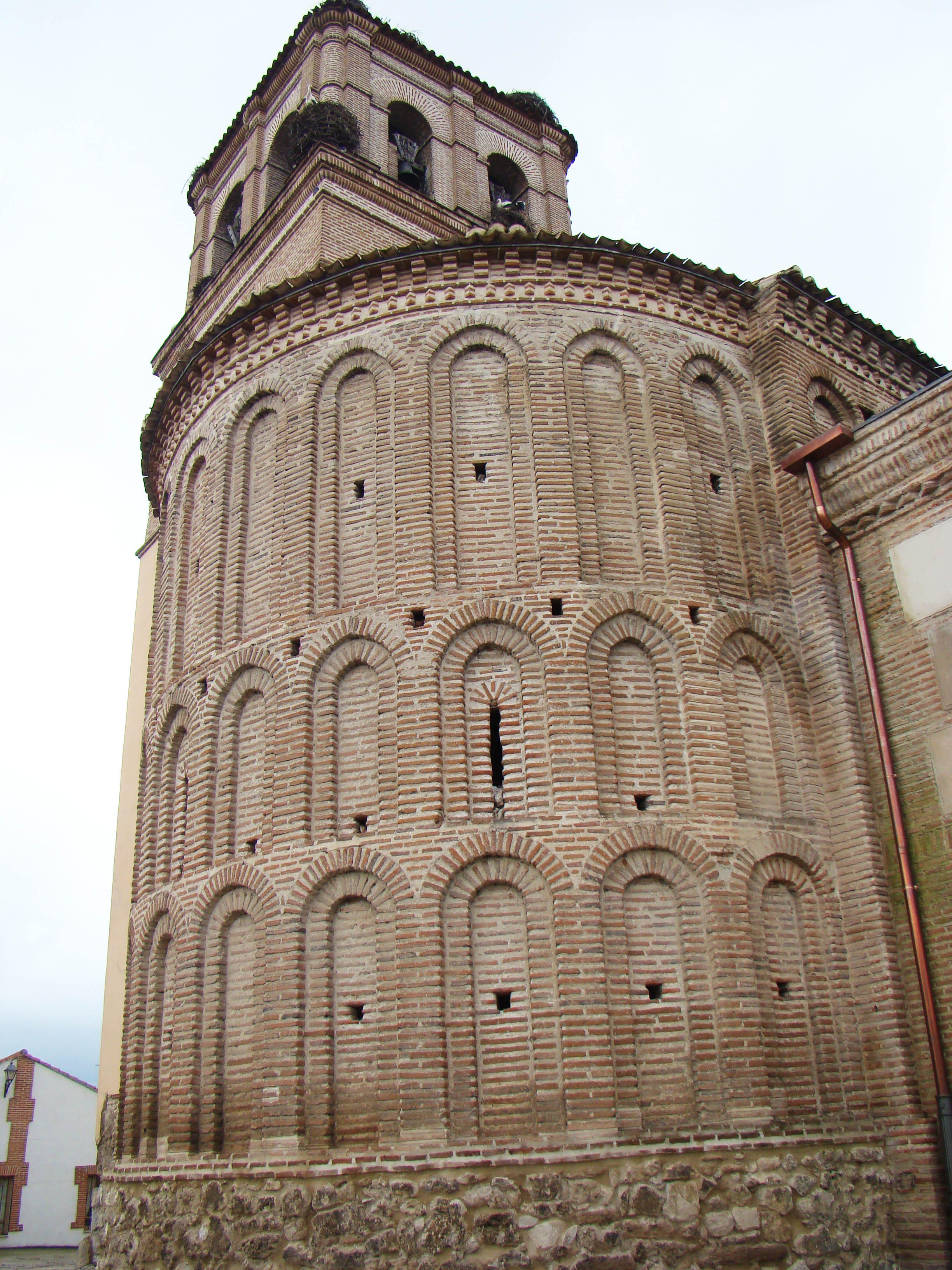
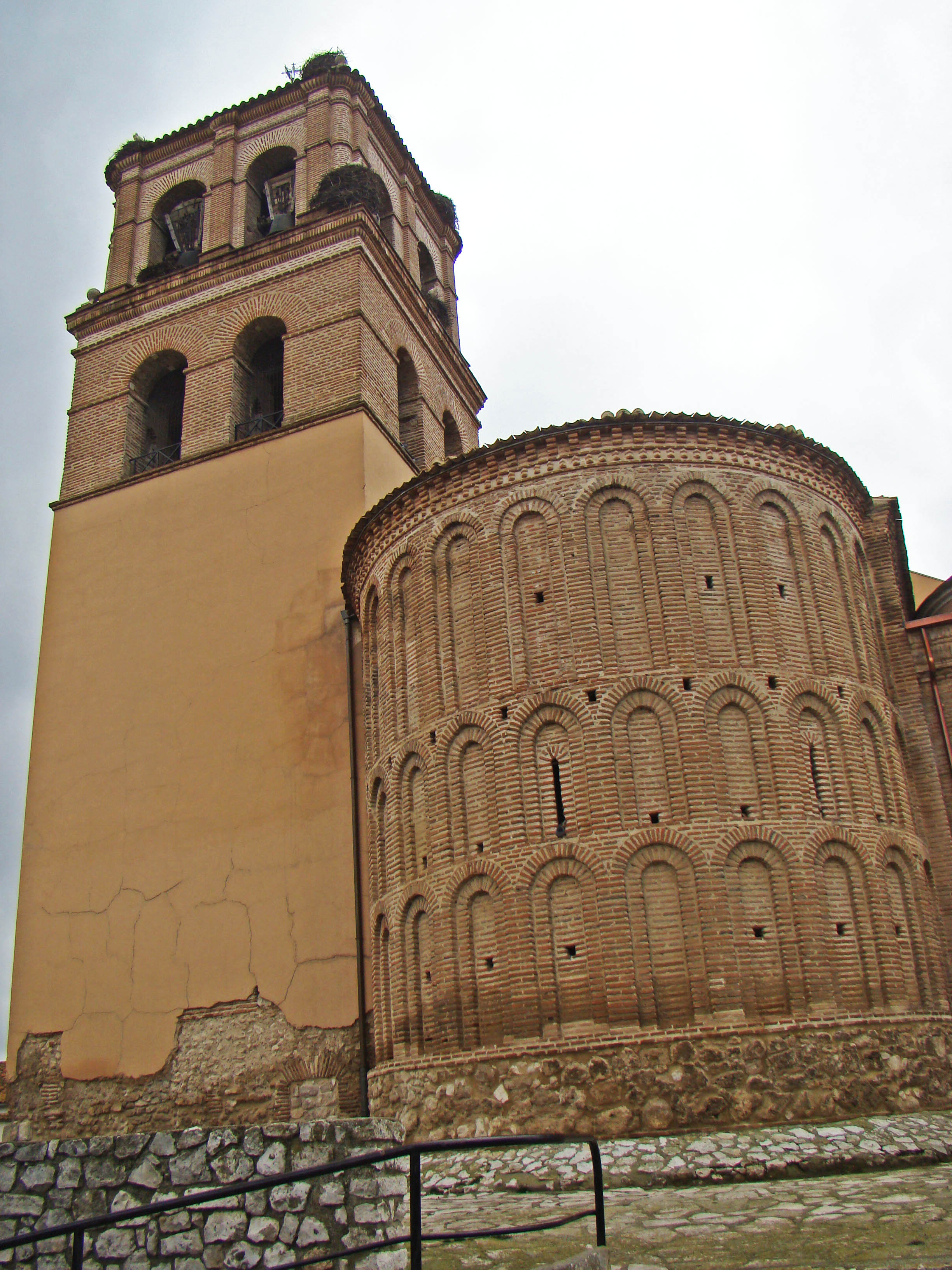
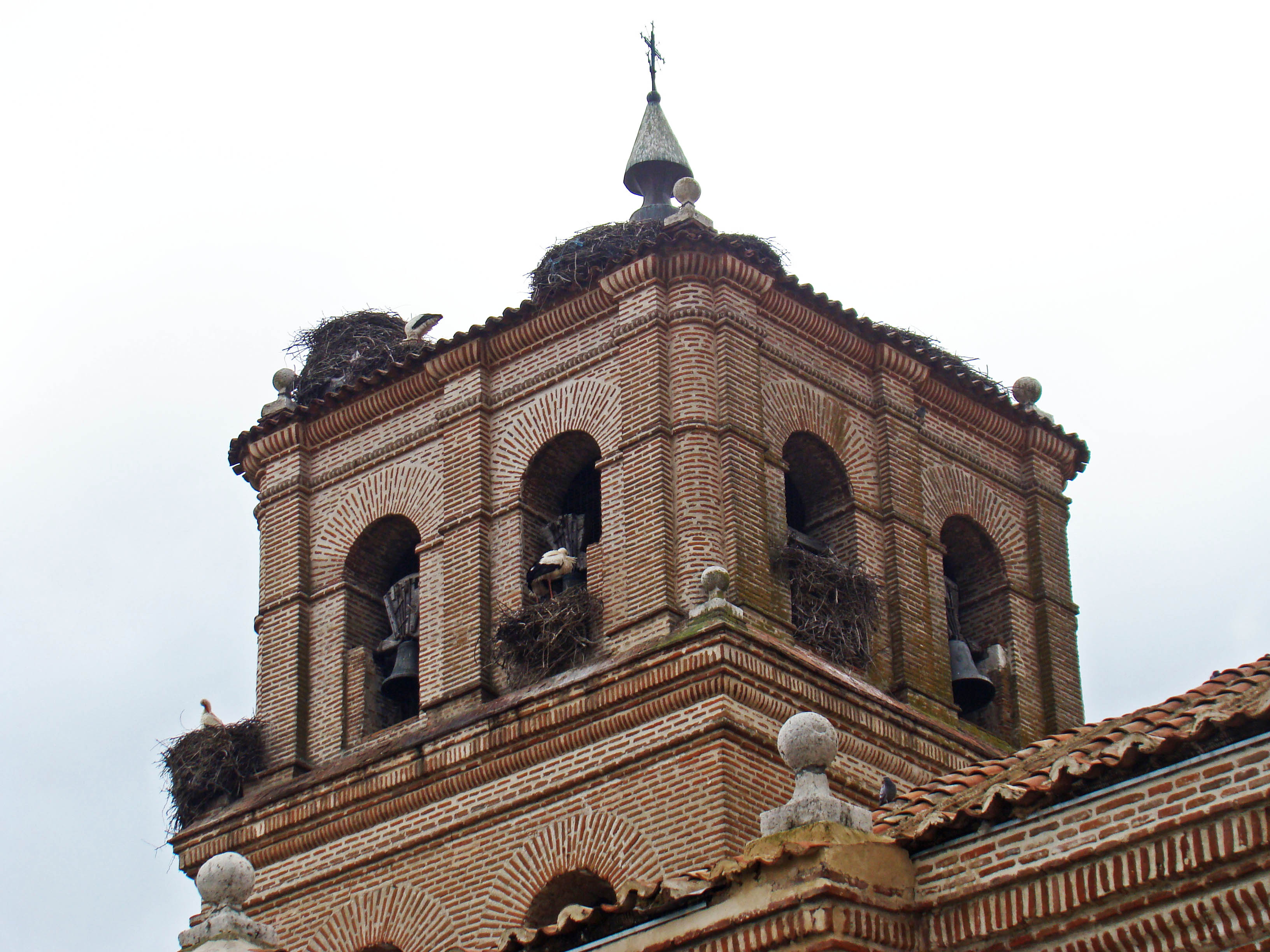
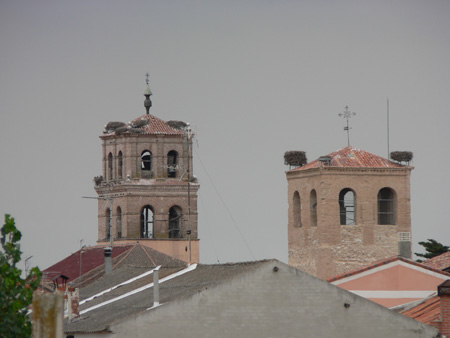
La torre de Santiago Apóstol junto con la torre de la Iglesia de San Pedro